# 三農校前駅
三農校前駅（さんのうこうまええき）は青森県上北郡六戸町折茂にあった十和田観光電鉄十和田観光電鉄線の駅（廃駅）である。
ホーム一本のみの簡単な駅で、開業は1969年（昭和44年）である。青森県立三本木農業高等学校が駅前にあるため、十和田観光電鉄では三沢駅、十和田市駅に次いで乗降客が多かった。

## 歴史
- 1969年（昭和44年）10月1日：開業[1]。
- 2008年（平成20年）3月1日：旧・十和田観光電鉄を「とうてつ」に事業譲渡し、新・十和田観光電鉄に商号変更させた上で新会社による運営に伴い、同駅の管理を新会社に継承[1]。
- 2012年（平成24年）4月1日：鉄道廃止により、廃駅となる[1]。

## 駅構造
単式ホーム1面1線を有する地上駅。線路は東西に走り北側に簡便なホームが設けられている。無人駅で駅舎はないがホーム上には上屋と長椅子と自動販売機が設置されている。

## 駅周辺
駅の南側を十和田観光電鉄の線路と並行して三本木原水路が流れている。また、三沢十和田線に沿って十和田市と六戸町の境界があり、駅は六戸町にあるが、農業高校は十和田市にある。
- 青森県立三本木農業高等学校
- 青森県道10号三沢十和田線

## 隣の駅
十和田観光電鉄
十和田観光電鉄線
古里駅 - 三農校前駅 - 高清水駅